# 植木庚子郎
植木 庚子郎（うえき こうしろう、1900年〈明治33年〉1月28日 – 1980年〈昭和55年〉3月11日）は、昭和期の政治家、大蔵官僚。位階は正三位、勲等は勲一等。法務大臣（第15、28代）、大蔵大臣（第76代）、衆議院議員（9期）。

## 来歴・人物
福井県丹生郡天津村清水山（後の清水町清水山、現在の福井市清水山町）に、清水伊右衛門の長男として生まれる。後に植木信一の養子となる。福井県立福井中学校（現・福井県立藤島高等学校）を首席で卒業後、第一高等学校を経て、1925年東京帝国大学法学部法律学科を卒業、大蔵省に入省する。税務監督局兼主税局属。
主計局調査課長、主計局予算課長、主計局長、専売局長官を歴任するが、1946年公職追放により退職する。追放解除後の1952年、第25回衆議院議員総選挙に吉田茂率いる自由党公認で旧福井全県区より立候補し当選する。保守合同後は一時期愛知揆一らとともに賀屋興宣派の結成を試みたのち、佐藤栄作派（周山会）－田中角栄派（木曜クラブ）に所属する。1960年第2次池田内閣で法務大臣として初入閣。1961年12月、福井大学に図書20数冊寄贈により1962年5月30日紺綬褒章受章。1971年第3次佐藤内閣で小林武治の後任として再び法務大臣となる。
1970年4月の春の叙勲で勲一等に叙され、瑞宝章を受章する。
1972年、第1次田中角栄内閣で大蔵大臣に就任する。蔵相時代はもっぱら田中首相の意向に沿って大型予算を組み、後の狂乱物価の一因となった。
1976年11月の秋の叙勲で旭日大綬章を受章する。同年の総選挙で落選し、政界から引退する。
1980年3月11日、死去した。80歳没。翌12日、特旨を以て位二級を追陞され、死没日をもって正四位から正三位に叙された。
日本学協会の設立準備委員会の監事。

## 大蔵省時代の業績
1943年、成績優秀だが貧しく修学が困難な学生に奨学金を貸与することを目的として大日本育英会（現・日本学生支援機構）が設立された。当時大蔵官僚で後に首相となる大平正芳は、大日本育英会の査定を担当していて、大平は国の手による育英事業は本当の英才に限られるべきとの考えから、当初の中学20万人案はいうに及ばず、文部省の3万人案よりも少なく査定した。さすがに厳し過ぎることから大蔵省首脳からも批判され、最終的には主計局長だった植木の説得で大平は譲歩したという。松本税務署の署長時代には、管内の土地調査員を統括し、国家資格として確立させるための運動を示唆し、戦争による中断を経て、土地家屋調査士制度を実現させた。